# Università di Neuchâtel

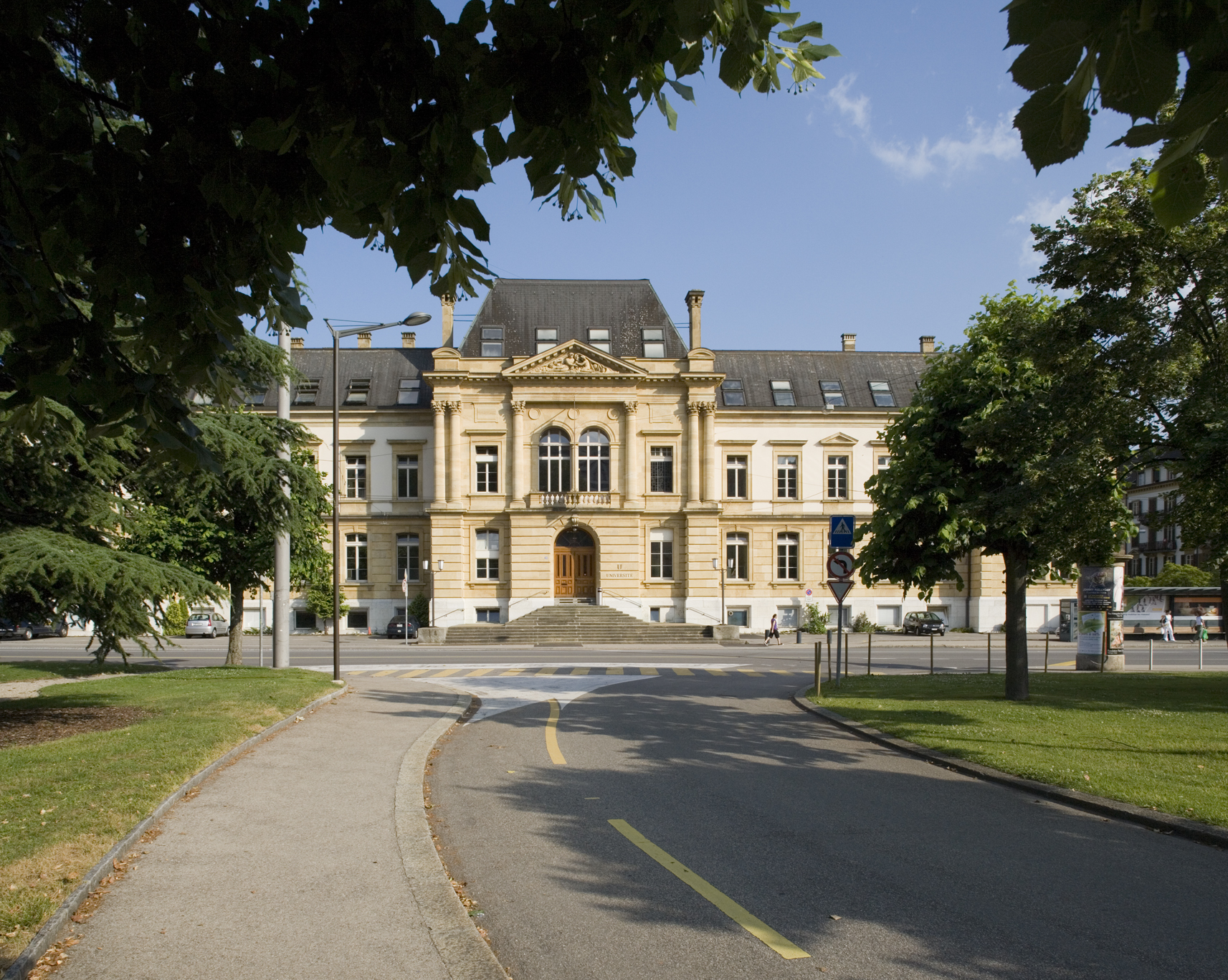

L'università di Neuchâtel è una università pubblica la cui sede principale è nell'omonima città svizzera. Fu fondata nel 1838 e conta attualmente circa 4000 studenti ripartiti su 5 facoltà (diritto, lettere, scienze, scienze economiche e teologia).